# 马蒂涅布里扬
马蒂涅布里扬（法語：Martigné-Briand，法語發音：[maʁtiɲe bʁijɑ̃] ⓘ）是法国曼恩-卢瓦尔省的一个旧市镇，属于索米尔区。2017年，马蒂涅布里扬和另外2个市镇合并为新市镇泰朗茹（Terranjou）。

## 地理
马蒂涅布里扬（47°13'59"N, 0°25'48"W）面积27.21 平方千米，位于法国卢瓦尔河地区大区曼恩-卢瓦尔省，该省份为法国西部内陆省份，大致对应安茹地区，北起顺时针与马耶讷省、萨尔特省、安德尔-卢瓦尔省、维埃纳省、德塞夫勒省、旺代省、大西洋卢瓦尔省和伊勒-维莱讷省接壤。
与马蒂涅布里扬接壤的市镇（或旧市镇、城区）包括：莱永河畔欧比涅、布里涅、沙瓦涅、法沃赖-马谢勒、吕涅、莱永河畔圣乔治、贝勒维涅昂莱永、蒂涅。

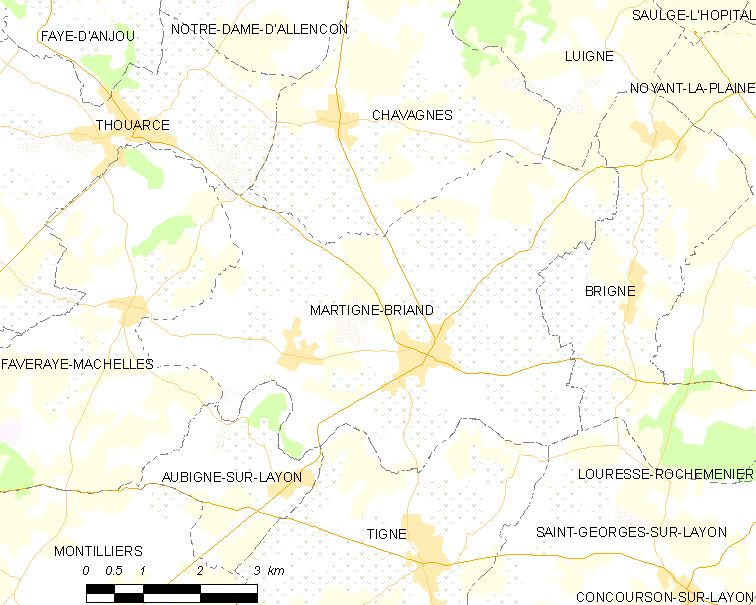
马蒂涅布里扬的OSM定位图

马蒂涅布里扬的时区为UTC+01:00、UTC+02:00（夏令时）。

## 行政
马蒂涅布里扬的邮政编码为49540，INSEE市镇编码为49191。

## 政治
马蒂涅布里扬所属的省级选区为安茹地区舍米耶县。

## 人口

1962-2008年间马蒂涅布里扬人口变化图示

马蒂涅布里扬于2018年1月1日时的人口数量为1960人。